# Melanocit

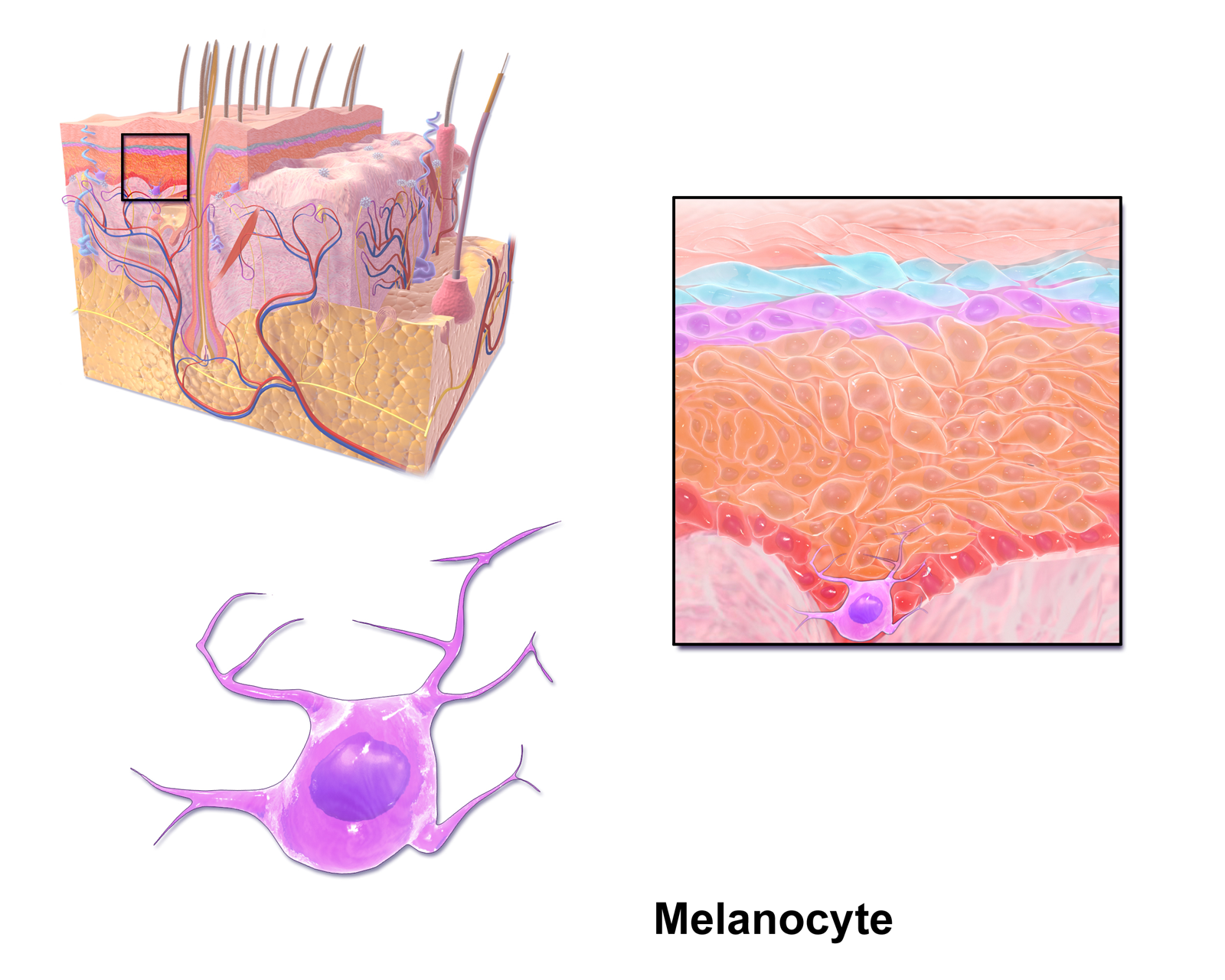
Detaliu au unui melanocit al stratului bazal al epidermei.

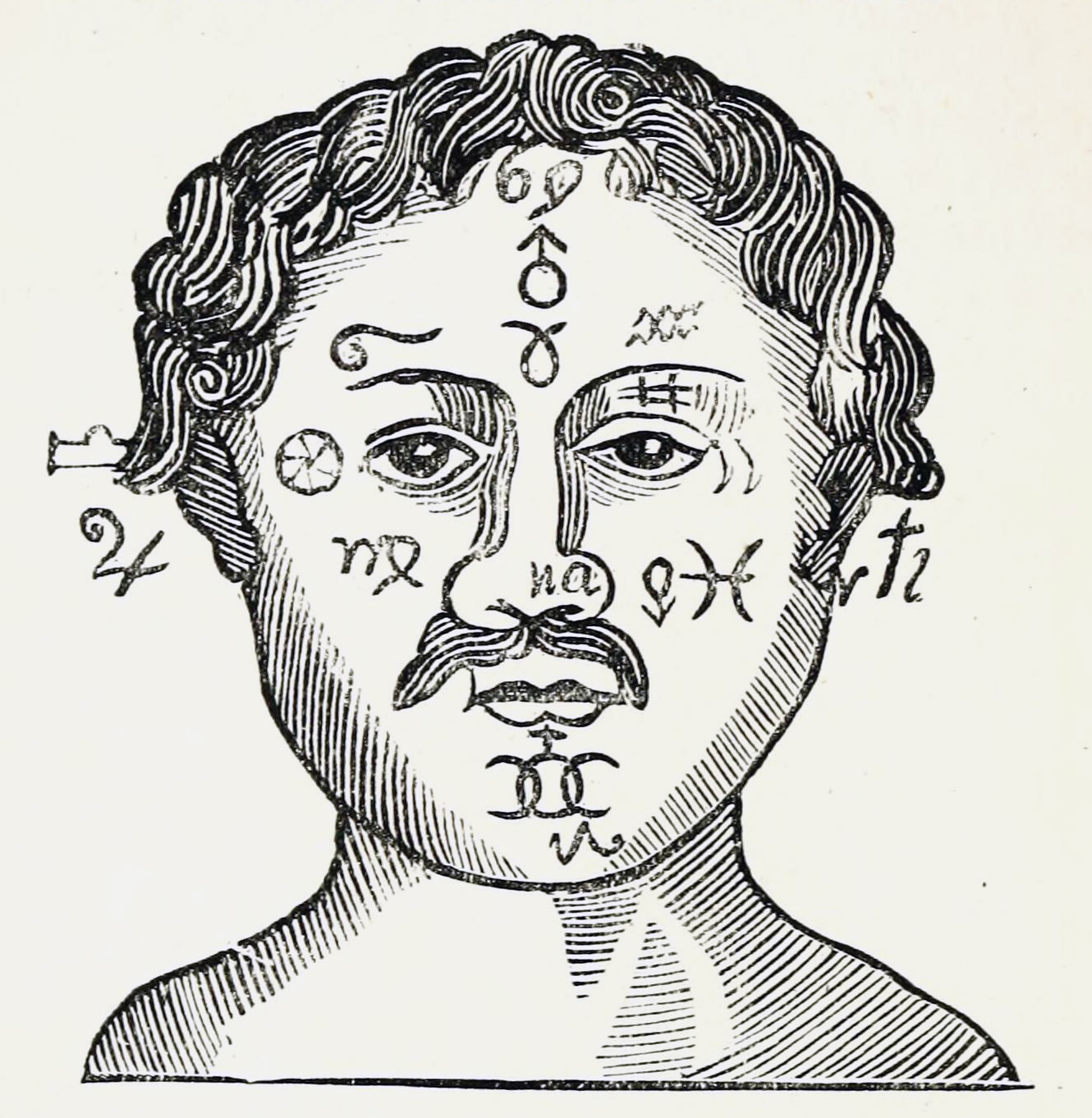
Interpretarea melanocitelor. Gravură dintr-o carte engleză colportată, din secolul al XVIII-lea.

Melanocitul (din greaca veche melas: „negru” și kutos: „celulă”) este o celulă care pigmentează pielea, părul sau penele vertebratelor. Melanocitele sunt derivate  din creasta neurală. Ele pot fi situate în dermă sau în epidermă, cât și în ochi (iris, retină), urechea internă (cohlee, striu vascular), epiteliul digestiv... Ele produc melanosome (granule pigmentate bogate în melanine a căror funcție principală este să protejeze tegumentul de radiațiile UV solare și să coloreze organismele (rol în comunicare, mimetism etc.). 
La anumite specii, între care specia umană, melanosomele nu rămân în melanocite, ci sunt evacuate în direcția cheratinocitelor. La specia umană, proporția melanocitelor din piele în raport cu cheratinocitele este constantă oricare ar fi intensitatea pigmentării. Fiecare melanocit oferă în melanosome în medie 36 de keratinocite, deși densitatea lor nu este aceeași în toate părțile corpului (de exemplu, este scăzută pe palmele mâinilor și tălpile picioarelor). Mutații în genele care guvernează migrarea melanocitelor sunt responsabile pentru majoritatea aspectelor legate de blana unor mamifere.
Sub efectul UV, keratinocitele secretă hormonul alfa-MSH prin divizarea pro-opiomelanocortinei (POMC), cu intervenția proteinei p53. Alfa MSH se atașează de melanocite și stimulează producția de melanină producând bronzarea. P53 este și o proteină produsă sub stres, ceea ce ar putea explica hiperpigmentarea care apare uneori, în special la vârstnici, în caz de iritație prelungită a pielii.
Rolul jucat de melanocite în urechea internă nu este încă pe deplin elucidat, dar importanța sa este sugerată de observațiile științei și medicinei veterinare. Unele varietăți de animale domestice cu urechi complet albe (o indicația că melanocitele nu au migrat în această parte a corpului în timpul embriogenezei) au o rată mai mare de surditate decât cele cu urechi pătate. Rolul jucat de melanocit în auz ar fi independent de producția de melanină. De fapt, albinoșii, la care depigmentarea nu provine din absența melanocitelor, nu suferă de obicei de surditate, în timp ce este foarte frecvent în sindromul Waardenburg legat de migrarea anormală a melanocitelor.
Transformarea tumorală a unui melanocit are ca rezultat un melanom.